# Per Krøldrup
Per Billeskov Krøldrup (Farsø, 1979. július 31. –) dán labdarúgó, középhátvéd, aki az AFC Fiorentina alkalmazásában állt, most szabadon igazolható. A 33-szoros dán válogatott az AFC Fiorentina csapatán kívül még játszott a B.93, az Udinese és az Everton csapatokban.

## Csapatai

### B.93
A Boldklubben af 1893 színeiben 3 év alatt 57 meccsen 8 gólt szerzett. 2001-ben a Serie A egyik top csapata az Udinese vásárolta meg.

### Udinese
Az Udinese-ben 2001 és 2005 között 91-szer lépett pályára és 3 gólt szerzett
1. ↑  transfermarkt.com. transfermarkt.com . (Hozzáférés: 2017. október 9.)
2. ↑  FBref
3. ↑  As (spanyol nyelven). Grupo PRISA